# Nati nel 1971/Novembre
| Questa pagina contiene informazioni ricavate automaticamente dalle voci biografiche con l'ausilio del template Bio e di un bot. L'aggiornamento è periodico e automatico e ricostruisce completamente la pagina. Se manca una persona in questa lista, sei pregato di non aggiungerla, ma accertati piuttosto che la sua voce biografica contenga il template Bio e che i dati anagrafici siano correttamente compilati. Se il template Bio manca, inseriscilo tu stesso o, in alternativa, metti l'avviso {{tmp\|Bio}} che ne segnala la mancanza. Se i dati riportati sono sbagliati, correggi direttamente la voce biografica; le modifiche saranno visibili in questa lista entro pochi giorni. Per chiarimenti vedi il progetto biografie. La lista contiene solo le 310 persone che sono citate nell'enciclopedia e per le quali è stato implementato correttamente il template Bio. Pagina aggiornata al 2 giu 2025. |

- 1º novembre - Azman Adnan, ex calciatore e ex giocatore di calcio a 5 malaysiano
- 1º novembre - Hansjörg Lingg, ex calciatore liechtensteinese
- 1º novembre - Luis Márquez Martín, calciatore spagnolo († 2023)
- 1º novembre - Chris Prynoski, animatore e regista statunitense
- 1º novembre - Antonio Sánchez, batterista messicano
- 1º novembre - Aleksej Tichonov, ex pattinatore artistico su ghiaccio russo
- 1º novembre - Wouter Van Besien, politico belga
- 2 novembre - Evgenij Bušmanov, allenatore di calcio e ex calciatore russo
- 2 novembre - Meta Golding, attrice haitiana
- 2 novembre - Kang Chul, ex calciatore sudcoreano
- 3 novembre - Raúl Cano, attore, cantante e comico spagnolo
- 3 novembre - Unai Emery, allenatore di calcio e ex calciatore spagnolo
- 3 novembre - Darrin Hancock, ex cestista statunitense
- 3 novembre - Sam Houser, autore di videogiochi britannico
- 3 novembre - Andrew Kratzmann, ex tennista australiano
- 3 novembre - Salvatore Lazzaro, attore italiano
- 3 novembre - Vincenzo Matrone, ex calciatore italiano
- 3 novembre - Dylan Moran, attore, comico e scrittore irlandese
- 3 novembre - Gustavo Neffa, ex calciatore paraguaiano
- 3 novembre - Nils Nielsen, allenatore di calcio danese
- 3 novembre - Sergio Rondina, allenatore di calcio e ex calciatore argentino
- 3 novembre - Stella Soleil, cantante statunitense
- 3 novembre - Heather Stephens, attrice statunitense
- 3 novembre - Alberto Torriani, arcivescovo cattolico italiano
- 3 novembre - Alison Williamson, arciera britannica
- 3 novembre - Dwight Yorke, allenatore di calcio e ex calciatore trinidadiano
- 4 novembre - Ben Agathangelou, ingegnere britannico
- 4 novembre - Marco Büchel, ex sciatore alpino liechtensteinese
- 4 novembre - Richard Hudson, politico statunitense
- 4 novembre - Perry Moore, scrittore, produttore cinematografico e sceneggiatore statunitense († 2011)
- 4 novembre - Andrew J. Noymer, astronomo statunitense
- 4 novembre - Gregory Porter, cantante statunitense
- 4 novembre - John Rillie, ex cestista e allenatore di pallacanestro australiano
- 4 novembre - Morlaye Soumah, ex calciatore guineano
- 4 novembre - Tabu, attrice indiana
- 5 novembre - Todd Collins, ex giocatore di football americano statunitense
- 5 novembre - Rana Dasgupta, scrittore britannico
- 5 novembre - Jonny Greenwood, polistrumentista e compositore inglese
- 5 novembre - Rob Jones, ex calciatore inglese
- 5 novembre - Fernando Nélson, ex calciatore portoghese
- 5 novembre - Corin Nemec, attore statunitense
- 5 novembre - Timmo Niesner, attore e doppiatore tedesco
- 5 novembre - Walter Nones, alpinista italiano († 2010)
- 5 novembre - Roberto Pasolini, religioso, presbitero e predicatore italiano
- 5 novembre - Erick Walder, ex lunghista statunitense
- 6 novembre - Derrick Alexander, ex giocatore di football americano statunitense
- 6 novembre - Joey Beltram, disc jockey e produttore discografico statunitense
- 6 novembre - José Luis Chacón, ex calciatore peruviano
- 6 novembre - Laura Flessel, politica e ex schermitrice francese
- 6 novembre - Jason Gardiner, ballerino, coreografo e attore australiano
- 6 novembre - Louis Gomis, ex calciatore francese
- 6 novembre - Clonie Gowen, giocatrice di poker statunitense
- 6 novembre - Kaninga Mbambi, ex cestista della Repubblica Democratica del Congo
- 6 novembre - Ihor Moskvyčov, allenatore di calcio a 5 e ex giocatore di calcio a 5 ucraino
- 6 novembre - Giuliano Portilla, ex calciatore peruviano
- 6 novembre - Matty Rich, regista e sceneggiatore statunitense
- 6 novembre - François-Xavier Roth, direttore d'orchestra francese
- 6 novembre - Andrew Weisblum, montatore statunitense
- 6 novembre - Víctor Hugo Ávalos, calciatore paraguaiano († 2009)
- 7 novembre - Zak Brown, imprenditore, ex pilota automobilistico e dirigente sportivo statunitense
- 7 novembre - Khady Diop, ex cestista senegalese
- 7 novembre - Robin Finck, chitarrista statunitense
- 7 novembre - Kâzım Koyuncu, musicista, cantautore e attivista turco († 2005)
- 7 novembre - Luca Lomi, allenatore di calcio e ex calciatore italiano
- 7 novembre - Melinda Schneider, cantautrice australiana
- 7 novembre - Vincenzo Spagnolo, giornalista e scrittore italiano
- 8 novembre - Carlos Atanes, regista, sceneggiatore e drammaturgo spagnolo
- 8 novembre - Iveta Farkašová, ex cestista slovacca
- 8 novembre - Svein Inge Haagenrud, allenatore di calcio e ex calciatore norvegese
- 8 novembre - Andrea Maghelli, allenatore di pallacanestro italiano
- 8 novembre - Angela Marzullo, regista, performance artist e attivista svizzera
- 8 novembre - Gonzalo Menendez, attore statunitense
- 8 novembre - Said Moumane, ex giocatore di calcio a 5 olandese
- 8 novembre - Michele Pontrandolfo, esploratore italiano
- 8 novembre - Sami Repo, ex fondista finlandese
- 8 novembre - Twan Scheepers, allenatore di calcio e ex calciatore olandese
- 8 novembre - Tech N9ne, rapper statunitense
- 9 novembre - Jason Antoon, attore statunitense
- 9 novembre - Roy Berntsen, allenatore di calcio e ex calciatore norvegese
- 9 novembre - Justine Clarke, cantante, attrice e scrittrice australiana
- 9 novembre - Cédric Desbrosse, ex rugbista a 15 e allenatore di rugby a 15 francese
- 9 novembre - David Duval, golfista statunitense
- 9 novembre - Melinda Kinnaman, attrice svedese
- 9 novembre - Sabri Lamouchi, allenatore di calcio e ex calciatore francese
- 9 novembre - Carolina Lussana, politica italiana
- 9 novembre - Zsolt Németh, ex martellista ungherese
- 9 novembre - Pietro Parente, ex calciatore italiano
- 9 novembre - Ivan Trevejo, schermidore cubano
- 9 novembre - Taku Watanabe, ex calciatore giapponese
- 9 novembre - Ed Woodward, dirigente sportivo inglese
- 9 novembre - Adriano Zancopè, allenatore di calcio, dirigente sportivo e ex calciatore italiano
- 10 novembre - Daniele Bellotto, allenatore di calcio e ex calciatore italiano
- 10 novembre - Holly Black, scrittrice statunitense
- 10 novembre - Miguel Cordero, ex calciatore venezuelano
- 10 novembre - Walton Goggins, attore statunitense
- 10 novembre - Magnus Johansson, ex calciatore svedese
- 10 novembre - Niki Karimi, attrice iraniana
- 10 novembre - Nicolaj Bo Larsen, ex ciclista su strada danese
- 10 novembre - Big Pun, rapper statunitense († 2000)
- 10 novembre - Manuela Lieb, ex sciatrice alpina austriaca
- 10 novembre - Chann McRae, ex ciclista su strada e dirigente sportivo statunitense
- 10 novembre - Maria Nițulescu, ex cestista rumena
- 10 novembre - John Roberts, attore e doppiatore statunitense
- 10 novembre - Antonio Filippo Salaris, ultramaratoneta italiano
- 10 novembre - Kate Slatter, ex canottiera australiana
- 11 novembre - David DeLuise, attore statunitense
- 11 novembre - Goran Đorović, allenatore di calcio e ex calciatore serbo
- 11 novembre - José Echenique, ex calciatore venezuelano
- 11 novembre - Hedy Krissane, attore e regista italiano
- 11 novembre - Ruslan Lukin, ex calciatore azero
- 11 novembre - Benedetta Mazzini, attrice, conduttrice televisiva e conduttrice radiofonica italiana
- 11 novembre - Soňa Mihoková, ex biatleta slovacca
- 11 novembre - Tomas Pačėsas, ex cestista, allenatore di pallacanestro e politico lituano
- 11 novembre - François Salvagni, allenatore di pallavolo italiano
- 12 novembre - Heather Burge, ex cestista statunitense
- 12 novembre - Heidi Burge, ex cestista statunitense
- 12 novembre - Chen Guangcheng, attivista cinese
- 12 novembre - Wendy Divine, ex attrice pornografica statunitense
- 12 novembre - Linley Frame, ex nuotatrice australiana
- 12 novembre - Carlos José García, ex calciatore venezuelano
- 12 novembre - Mitja Kunc, allenatore di sci alpino e ex sciatore alpino sloveno
- 12 novembre - Achilleas Mamatziolas, ex cestista greco
- 12 novembre - Gert Thys, maratoneta sudafricano
- 12 novembre - Rebecca Wisocky, attrice statunitense
- 13 novembre - Tommi Ahvala, pilota motociclistico finlandese
- 13 novembre - Luisa Amatucci, attrice italiana
- 13 novembre - Noah Hathaway, attore statunitense
- 13 novembre - Giordano Meacci, scrittore e sceneggiatore italiano
- 13 novembre - Craig Powell, ex giocatore di football americano statunitense
- 13 novembre - José Luis Ramos, ex cestista venezuelano
- 13 novembre - Erwin Ramírez, ex calciatore ecuadoriano
- 14 novembre - Arsenio Benítez, ex calciatore paraguaiano
- 14 novembre - Sara Bilotti, scrittrice italiana
- 14 novembre - Nick Boraine, attore sudafricano
- 14 novembre - Matteo Bussola, fumettista, scrittore e conduttore radiofonico italiano
- 14 novembre - Laidel Chapelli, ex giocatore di baseball e allenatore di baseball cubano
- 14 novembre - Chloe, ex attrice pornografica e modella statunitense
- 14 novembre - Alex Comas, ex calciatore colombiano
- 14 novembre - Fabrizio De Chiara, pugile italiano († 1996)
- 14 novembre - Alix Didier Fils-Aimé, imprenditore e politico haitiano
- 14 novembre - Marco Leonardi, attore italiano
- 14 novembre - Javier Pascual Rodríguez, ex ciclista su strada spagnolo
- 14 novembre - Carlo Sassarini, allenatore di calcio e ex calciatore italiano
- 15 novembre - Luca Bianchin, ex nuotatore italiano
- 15 novembre - Pipi, cantante spagnolo
- 15 novembre - Jay Harrington, attore statunitense
- 15 novembre - Arnaud Hauchard, scacchista francese
- 15 novembre - Gábor Horváth, canoista ungherese
- 15 novembre - Thomas Lagerlöf, allenatore di calcio e ex calciatore svedese
- 15 novembre - Carl-Johan Lindqvist, ex slittinista svedese
- 15 novembre - Luiz Fernando, ex calciatore brasiliano
- 15 novembre - Natalija Medvedjeva, ex tennista ucraina
- 15 novembre - Martin Pieckenhagen, ex calciatore tedesco
- 15 novembre - Darryl Powell, ex calciatore giamaicano
- 15 novembre - Michael Shawn Lewis, attore e cantante statunitense
- 15 novembre - Slaven Skeledzic, allenatore di calcio tedesco
- 15 novembre - Delsa Solórzano, politica venezuelana
- 16 novembre - Tanja Damaske, ex giavellottista tedesca
- 16 novembre - Gaston Diamé, ex calciatore mauritano
- 16 novembre - Kieran Hansen, ex pattinatore di short track australiano
- 16 novembre - Andrea Longo, ex combinatista nordico, saltatore con gli sci e fondista italiano
- 16 novembre - Michail Markin, ex giocatore di calcio a 5 russo
- 16 novembre - Ardian Mema, allenatore di calcio e ex calciatore albanese
- 16 novembre - Andrea Nagy, ex cestista ungherese
- 16 novembre - Paulo Oppliger, ex sciatore alpino cileno
- 16 novembre - Tiziano Pieri, ex arbitro di calcio italiano
- 16 novembre - Aleksandr Popov, ex nuotatore russo
- 16 novembre - Stanislav Přibyl, vescovo cattolico ceco
- 16 novembre - Laurent Wolf, disc jockey francese
- 17 novembre - Michael Adams, scacchista britannico
- 17 novembre - Audra Keller, ex tennista statunitense
- 17 novembre - Arne Vidar Moen, ex calciatore norvegese
- 17 novembre - David Ramsey, attore statunitense
- 17 novembre - Tərlan Əhmədov, allenatore di calcio e ex calciatore azero
- 18 novembre - Thérèse Coffey, politica britannica
- 18 novembre - Aleksandr Grišin, allenatore di calcio e ex calciatore russo
- 18 novembre - Bobby Julich, ex ciclista su strada e dirigente sportivo statunitense
- 18 novembre - Lee Lim-saeng, ex calciatore e allenatore di calcio sudcoreano
- 18 novembre - Permaisuri Siti Aishah Abdul Rahman, sovrana malese
- 18 novembre - Tom Reed, politico statunitense
- 18 novembre - Milena Savova, ex cestista e allenatrice di pallacanestro bulgara
- 18 novembre - Simona Viola, ex maratoneta italiana
- 19 novembre - Isabelle Galmiche, copilota di rally francese
- 19 novembre - Justin Chancellor, bassista britannico
- 19 novembre - Dmitrij Juškevič, ex hockeista su ghiaccio russo
- 19 novembre - Ferran López, dirigente sportivo e ex cestista spagnolo
- 19 novembre - Jeremy McGrath, pilota motociclistico statunitense
- 19 novembre - Mia Molinari, ballerina italiana
- 19 novembre - Naoko Mori, attrice e doppiatrice giapponese
- 19 novembre - Tony Rich, cantante e musicista statunitense
- 19 novembre - Andrea Sarubbi, giornalista, politico e blogger italiano
- 19 novembre - Giulio Tampalini, chitarrista italiano
- 19 novembre - Toshihiro Yamaguchi, ex calciatore giapponese
- 20 novembre - Eszter Bíró, ex cestista ungherese
- 20 novembre - Enrico Casarosa, animatore, sceneggiatore e regista italiano
- 20 novembre - Mike Dunn, giocatore di snooker inglese
- 20 novembre - Joey Galloway, ex giocatore di football americano statunitense
- 20 novembre - Joel McHale, comico, attore e sceneggiatore statunitense
- 20 novembre - Kibu Vicuña, allenatore di calcio spagnolo
- 21 novembre - Lola Airaghi, fumettista italiana
- 21 novembre - Serghei Belous, ex calciatore moldavo
- 21 novembre - Roman Horvat, ex cestista sloveno
- 21 novembre - Gianluca Impastato, comico italiano
- 21 novembre - Andrij Jermak, politico, produttore cinematografico e avvocato ucraino
- 21 novembre - Serhij Koval'ov, allenatore di calcio e ex calciatore ucraino
- 21 novembre - Patricia N'Goy Benga, ex cestista della Repubblica Democratica del Congo
- 21 novembre - Andrew Rabutla, ex calciatore sudafricano
- 21 novembre - Karen Ramírez, cantante britannica
- 21 novembre - Paolo Sciaccaluga, ex calciatore italiano
- 21 novembre - Ramondo Stallings, ex giocatore di football americano statunitense
- 21 novembre - Michael Strahan, ex giocatore di football americano statunitense
- 22 novembre - Catherine Bishop, ex canottiera britannica
- 22 novembre - Kyran Bracken, ex rugbista a 15 britannico
- 22 novembre - David Breda, ex calciatore ceco
- 22 novembre - Sebastian Chmara, ex multiplista polacco
- 22 novembre - Massimo De Santis, attore italiano
- 22 novembre - Davidson Ezinwa, ex velocista nigeriano
- 22 novembre - Osmond Ezinwa, ex velocista nigeriano
- 22 novembre - Nikolaj Jacobsen, allenatore di pallamano e ex pallamanista danese
- 22 novembre - Stefan Johannesson, ex arbitro di calcio svedese
- 22 novembre - Yone Kamio, ex tennista giapponese
- 22 novembre - Alon Mizrahi, ex calciatore israeliano
- 22 novembre - Allan Mørkøre, allenatore di calcio e ex calciatore faroese
- 22 novembre - José Miguel Prieto, ex calciatore spagnolo
- 22 novembre - Cecilia Suárez, attrice messicana
- 22 novembre - Beatrice Trussardi, imprenditrice italiana
- 23 novembre - Khalid Al-Muwallid, ex calciatore saudita
- 23 novembre - Ashraf Amaya, ex cestista statunitense
- 23 novembre - Lisa Arch, attrice statunitense
- 23 novembre - Vin Baker, ex cestista e allenatore di pallacanestro statunitense
- 23 novembre - David Bettoni, allenatore di calcio e ex calciatore francese
- 23 novembre - Sean Casten, politico statunitense
- 23 novembre - Lesley Fera, attrice statunitense
- 23 novembre - Frank Giering, attore tedesco († 2010)
- 23 novembre - Chris Hardwick, comico, attore e doppiatore statunitense
- 23 novembre - Jason Kavanagh, ex calciatore inglese
- 23 novembre - Beto Naveda, ex calciatore argentino
- 23 novembre - Timothy Sheader, regista teatrale e direttore artistico britannico
- 23 novembre - Yu Yeong-ju, ex cestista sudcoreana
- 24 novembre - Damien Comolli, dirigente sportivo francese
- 24 novembre - Dilba, cantante turca
- 24 novembre - Stéphane Denève, direttore d'orchestra francese
- 24 novembre - Lola Glaudini, attrice statunitense
- 24 novembre - Brandon Molale, attore e stuntman statunitense
- 24 novembre - Cosmas Ndeti, ex maratoneta e mezzofondista keniota
- 24 novembre - Arturo Norambuena, ex calciatore cileno
- 24 novembre - Lior Raz, attore e sceneggiatore israeliano
- 24 novembre - Jennifer Robertson, attrice canadese
- 24 novembre - Mario Sorrenti, fotografo italiano
- 25 novembre - Abdul Al-Owais, ex giocatore di calcio a 5 saudita
- 25 novembre - Oleksij Antjuchin, ex calciatore ucraino
- 25 novembre - Christina Applegate, attrice statunitense
- 25 novembre - Dominic Cummings, politico britannico
- 25 novembre - Göksel, cantante turca
- 25 novembre - Jevhen Pochljebajev, ex calciatore ucraino
- 25 novembre - Filippo Sugar, dirigente d'azienda, editore e produttore discografico italiano
- 25 novembre - Paulo Torres, allenatore di calcio e ex calciatore portoghese
- 25 novembre - Goran Tufegdžić, allenatore di calcio e ex calciatore serbo
- 26 novembre - Robert Cazanciuc, politico e magistrato rumeno
- 26 novembre - Selan Elizah, ex calciatore papuano
- 26 novembre - Mauro Facci, dirigente sportivo, allenatore di calcio e ex calciatore italiano
- 26 novembre - Ninibeth Leal, modella e attrice venezuelana
- 26 novembre - Michael McGoldrick, polistrumentista e compositore britannico
- 26 novembre - Akira Narahashi, ex calciatore giapponese
- 26 novembre - Winky Wright, ex pugile statunitense
- 27 novembre - Kirk Acevedo, attore statunitense
- 27 novembre - Ralf Ackermann, ex calciatore liechtensteinese
- 27 novembre - Larry Allen, giocatore di football americano statunitense († 2024)
- 27 novembre - Brad Booker, animatore, effettista e produttore cinematografico statunitense
- 27 novembre - Troy Corser, pilota motociclistico australiano
- 27 novembre - Al'bert Demčenko, ex slittinista russo
- 27 novembre - Donaldo González, ex calciatore panamense
- 27 novembre - Nicolas Laspalles, ex calciatore francese
- 27 novembre - Gino Paolini, ex ciclista su strada italiano
- 27 novembre - Randal Reeder, attore statunitense
- 27 novembre - Iván Rodríguez, ex giocatore di baseball portoricano
- 27 novembre - Samantha Smith, ex tennista britannica
- 27 novembre - Dmitrij Svatkovskij, ex pentatleta russo
- 27 novembre - Francesco Malcom, attore pornografico italiano
- 27 novembre - Nick Van Exel, ex cestista e allenatore di pallacanestro statunitense
- 28 novembre - Dain Blanton, ex giocatore di beach volley statunitense
- 28 novembre - Christopher Coake, scrittore statunitense
- 28 novembre - Saida Fikri, cantautrice marocchina
- 28 novembre - Gylve Fenris Nagell, musicista norvegese
- 28 novembre - Rein Alexander, cantante norvegese
- 28 novembre - Pavel Šaramet, giornalista bielorusso († 2016)
- 29 novembre - Biljana Borzan, medico e politica croata
- 29 novembre - Keith Carlock, batterista statunitense
- 29 novembre - Vladimir Grigor'ev, ex giocatore di calcio a 5 e ex calciatore russo
- 29 novembre - Jesse V. Johnson, regista, sceneggiatore e stuntman britannico
- 29 novembre - Gena Lee Nolin, attrice e modella statunitense
- 29 novembre - Amy Peterson, ex pattinatrice di short track statunitense
- 29 novembre - Olivier Quint, allenatore di calcio e ex calciatore francese
- 29 novembre - Angelo Serio, regista, sceneggiatore e attore italiano
- 29 novembre - Tan Zongliang, tiratore a segno cinese
- 30 novembre - Stephen Abarowei, ex calciatore e ex giocatore di calcio a 5 nigeriano
- 30 novembre - Darren Barnard, ex calciatore inglese
- 30 novembre - Mario Abdo Benítez, politico e imprenditore paraguaiano
- 30 novembre - Olena Dejnyčenko, ex cestista ucraina
- 30 novembre - Pia Olsen Dyhr, politica danese
- 30 novembre - Jessalyn Gilsig, attrice canadese
- 30 novembre - Ian Mork, allenatore di calcio e ex calciatore statunitense
- 30 novembre - Sabrina Nobile, conduttrice televisiva italiana
- 30 novembre - Kristi Noem, politica statunitense
- 30 novembre - Pedro Pineda, ex calciatore messicano
- 30 novembre - Issa Sanogo, ex calciatore burkinabé
- 30 novembre - Fabrice Tarrin, fumettista e illustratore francese
- 30 novembre - Matthew G. Taylor, attore canadese
- 30 novembre - Gerard van Velde, ex pattinatore di velocità su ghiaccio olandese
- 30 novembre - Aden Young, attore australiano